# 大甲慈濟宮
22°55′06″N 120°12′46″E / 22.91843°N 120.2127°E

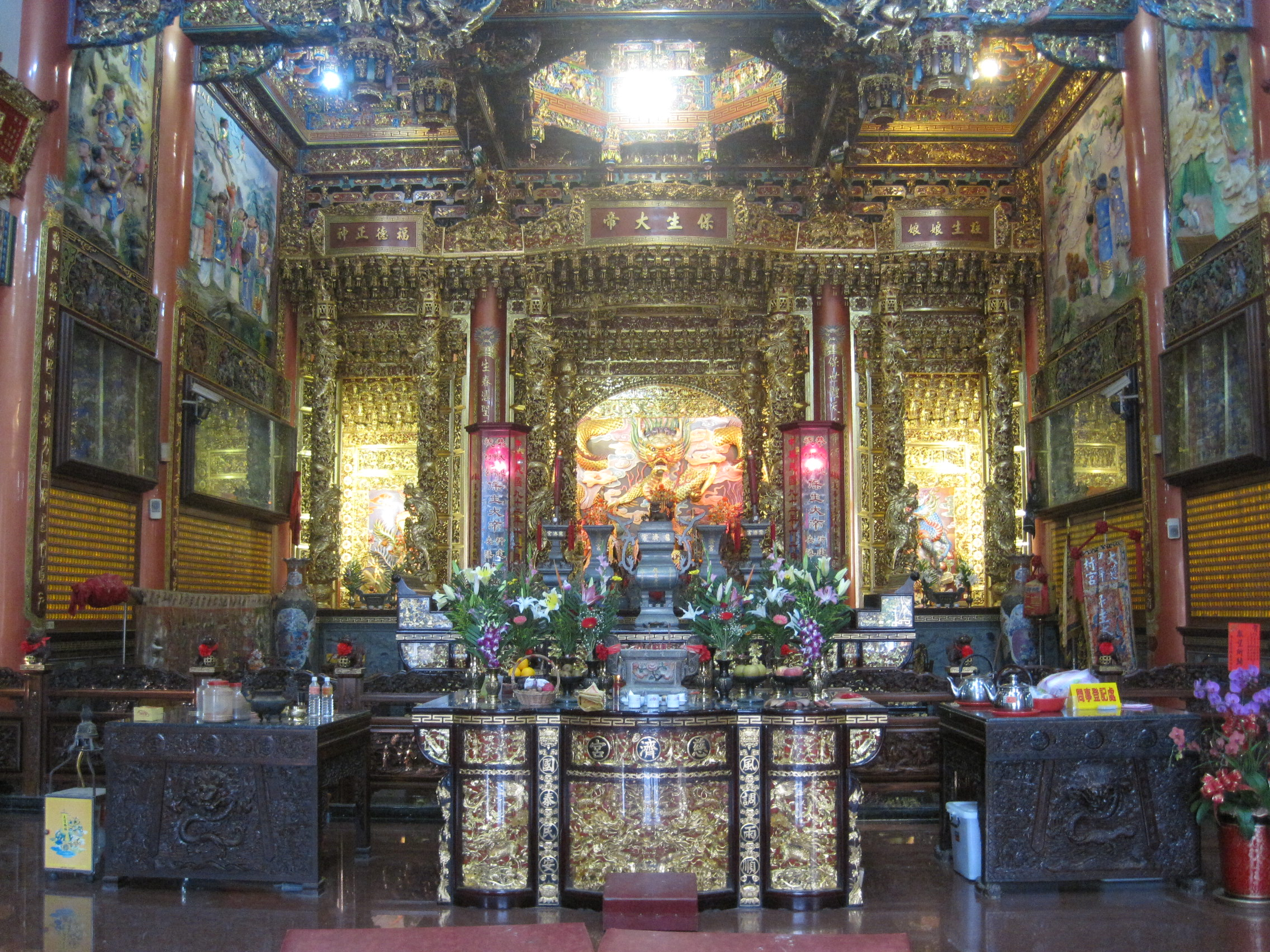
大甲慈濟宮正殿

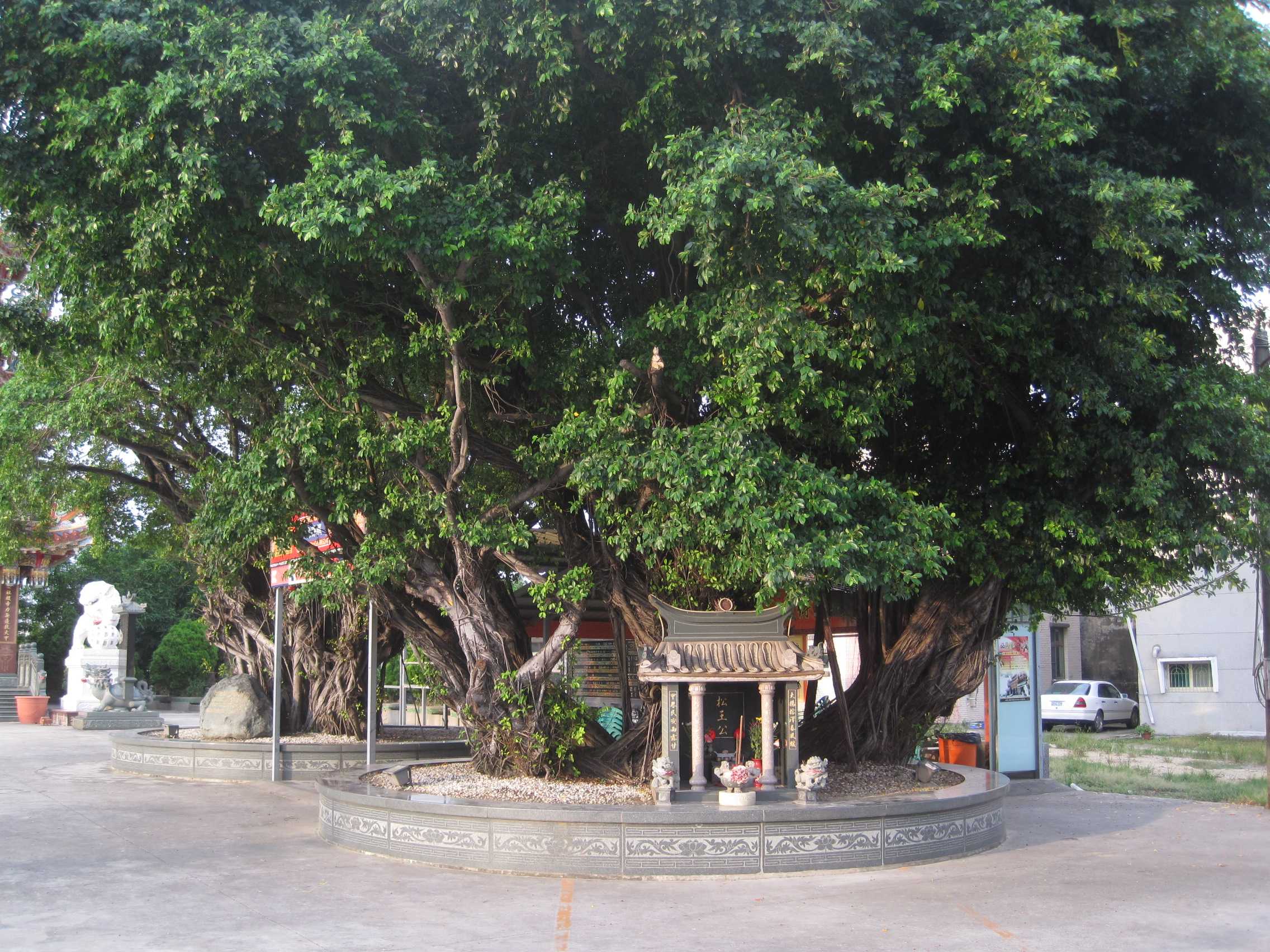
大甲慈濟宮松王公

大甲慈濟宮位於臺灣臺南市仁德區大甲里，主祀保生大帝，為大甲地區歷史最悠久的廟宇。該廟保生大帝有三尊，分別稱為老大帝、二大帝、三大帝，其中老大帝據說是分靈自高雄湖內的月眉池慈濟宮。廟中彩繪除傳統題材作品外，也有陳秋山以民國時期人物為題材的彩繪。

## 沿革

### 立廟由來
該廟的由來據說是在康熙五十二年（1713年）時，大甲一帶有瘟疫肆虐，於是居民迎請圍仔內月眉池慈濟宮的大道公鑾轎前來遶境。疫情消失後，居民為感謝大道公的幫助且希望大道公能永駐大甲，乃在次年（1714年）推舉耆老許清吉募款建廟，並自月眉池慈濟宮分靈，是為該廟的老大帝。
而大甲慈濟宮在2003年重建後所立的〈台南縣仁德鄉大甲慈濟宮沿革〉碑上面則記載據「保生大帝所述」，是鄭成功來臺時，有一先民吳必川迎奉保生大帝金身到此。而後當地發生瘟疫，吳必川未娶妻室難以奉祀，乃交由另一先民許彪繼承，最後由許清吉掌理奉祀。後來當地居民感念保生大帝神恩，才由許清吉發起建廟。

### 發展
二次大戰期間，大甲北邊的臺南機場成為盟軍重要攻擊目標，但大甲並未受到波及，有信眾便相信這是老大帝保佑所致。二次大戰後，居民在民國卅四年（1945年）重修。民國卅八年（1949年）有許一郎發起重修右廂，民國四十年（1951年）又修建四垂亭。民國五十六年（1967年）居民宋萬泉、周添丁又發起重修，兩年後（1969年）竣工並建醮。民國九十二年（2003年）再次重建，成現今廟貌。

## 祀神
大甲慈濟宮除供奉保生大帝外，還有供奉中壇元帥、天虎爺、地虎爺、福德正神與註生娘娘等神明，另外在廟埕有供奉松王公。

## 傳說
據說在1960年代，慈濟宮的神明到灣裡開光點眼，廟中三位大帝的鑾轎都去了，但是在二大帝與三大帝鑾轎已經返回慈濟宮後，廟方卻仍未見到老大帝的鑾轎。居民出發尋找，才發現神轎仍在兩地分界的橋上（橋在三爺宮溪上），靠近灣裡的那一側。原來灣裡人不相信老大帝的神力，於是想要搶下神轎，但在灣裡人搶下神轎後，神轎不受控制，把搶轎的灣裡人帶往溪旁的林投林中，令搶轎者被林投樹刺到渾身是傷。灣裡人向大甲人求援後，大甲人認為灣裡人已得到教訓，才去接手老大帝神轎。
而在老大帝回到慈濟宮後，居民發現老大帝神像臉上有七滴汗（右三左四）並留下痕跡。居民原本想將神像送去修整，但據說神明指示不需修整，所以仍讓痕跡留下。據說因為此事，灣裡人對慈濟宮老大帝崇信有加，會在保生大帝聖誕時前往參拜，而現在灣裡萬年殿與大甲慈濟宮也是有交陪的廟宇。